# هورست بينك
هورست بينك (بالألمانية: Horst Bienek)‏ (7 مايو 1930 في غليفيتسه - 7 ديسمبر 1990 في ميونخ)؛ روائي، وشاعر، وكاتب مسرحي من ألمانيا.

## الجوائز
- كاتب مدينة ماينتس
- نيشان استحقاق صليب الضباط لجمهورية ألمانيا الاتحادية
- جائزة فريدريش شيدل للأدب [الإنجليزية]‏
- جائزة نيلي زاكس [الإنجليزية]‏
- جائزة بريمن للأدب
- Andreas Gryphius Prize [الإنجليزية]‏
- جائزة جان باول [الإنجليزية]‏

## روابط خارجية
- هورست بينك على موقع IMDb (الإنجليزية)
- هورست بينك على موقع مونزينجر (الألمانية)
- هورست بينك على موقع ميوزك برينز (الإنجليزية)
- هورست بينك على موقع أول موفي (الإنجليزية)
- هورست بينك على موقع ديسكوغز (الإنجليزية)
- هورست بينك على موقع قاعدة بيانات الفيلم (الإنجليزية)